# Iglesia del Buen Suceso (Sevilla)
La iglesia del Buen Suceso es un templo católico de Sevilla (Andalucía, España). Es del siglo XVIII. Fue la Iglesia del Hospital del Buen Suceso, de los obregones. Desde 1896 pertenece a los carmelitas.

## Hospital del Buen Suceso
La Mínima Congregación de los Hermanos Enfermeros Pobres fue fundada por Bernardino de Obregón en 1568 para atender a los convalecientes en los hospitales. En 1587 les fue entregada la gestión del hospital general de Madrid.
La advocación del Buen Suceso está relacionada con esta congregación. En 1606 dos hermanos del hospital de Madrid, Juan de Fontanet y Guillermo Martínez Rigola, realizaron un viaje a Roma para que el papa autorizara el hábito con el distintivo de la orden. En la sierra de Traiguera, provincia de Castellón, hubo una tormenta y se escondieron entre unas peñas, donde encontraron una imagen de la Virgen. Cuando se la mostraron al papa Pablo V este dijo: "Hermanos, buen suceso habéis tenido en vuestro viaje. Téngalo también vuestra pretensión", se quitó una cruz de oro que llevaba y se la puso a la Virgen. En 1607 colocaron la imagen en la iglesia del hospital general de Madrid y se creó una hermandad que la tuvo de titular.
En 1634 el superior de la congregación y hermano mayor del hospital general de Madrid envió al hermano lego Carlos de Urreón a Sevilla para fundar un hospital para convalecientes. Urreón le solicitó autorización al cabildo de la ciudad en 1635. Fue autorizado en 1637.
En esas fechas se fundó la Cofradía de Nuestra Señora del Buen Suceso de Sevilla. La Virgen del Buen Suceso se encontraba en un tabernáculo en la fachada de una casa de la calle Ejecutor Vega (actual calle Ortiz de Zúñiga), en la collación del Salvador. El cardenal arzobispo Gaspar de Borja y Velasco autorizó la fundación del convento de la congregación y que esta se uniese a la cofradía.
Los obregones compraron unas casas en la plazuela del Mesón de la Castaña, en la collación de San Pedro. Construyeron su hospital en este lugar.
La primera capilla que tuvo el hospital fue demolida en 1690 por su mal estado de conservación. Se desconoce quién diseñó el nuevo templo. El nuevo templo fue inaugurado el 8 de septiembre de 1730, festividad de la Virgen del Buen Suceso, celebrándose actos festivos solemnes durante ocho días.
El hospital fue desamortizado en 1835. Hubo un proyecto para su derribo, pero este no se llevó a cabo por mediación de la Junta de Beneficencia de Sevilla. Fue alquilado a Francisco de Abaurrea, que lo convirtió en casa de vecinos y mantuvo la iglesia. Posteriormente, el hospital fue vendido a José Capdevila, que lo derribó. Parte de la parcela donde se encontraba se utilizó para reformas urbanísticas del siglo XIX: se ampliaron la calle Ortiz de Zúñiga y la plaza de Argüelles (actual plaza Cristo de Burgos). La iglesia se mantuvo y Francisco de Abaurrea y su familia habitaron en la sacristía hasta que fueron expulsados por el régimen surgido de la Revolución de 1868, que destinó el templo a local de reuniones del batallón de voluntarios del distrito de San Pedro y a almacén de objetos incautados. En 1883 las monjas mercedarias, expulsadas del convento de la Asunción, se instalaron en este lugar hasta 1895.
El 16 de julio de 1896 el cardenal arzobispo Marcelo Spinola entregó el templo a los carmelitas calzados, que residen en una casa contigua a la iglesia. En 1931 el templo fue saqueado por grupos anticlericales.

## Descripción de la iglesia

### Exterior
La fachada cuenta con 3 cuerpos, está realizada con ladrillo avitolado y decorada con óculos. En el segundo cuerpo hay tres hornacinas. Tras la restauración de la fachada, en 2006, se colocaron las imágenes. En la hornacina central, que tiene un anagrama del Ave María, se situó la Virgen del Carmen (2006) y en las hornacinas laterales se situaron San José con el Niño (2007) y el Profeta Elías (2007), todas ellas del escultor sevillano Darío Fernández Parra. La portada cuenta con un arco de mediopunto.

### Interior

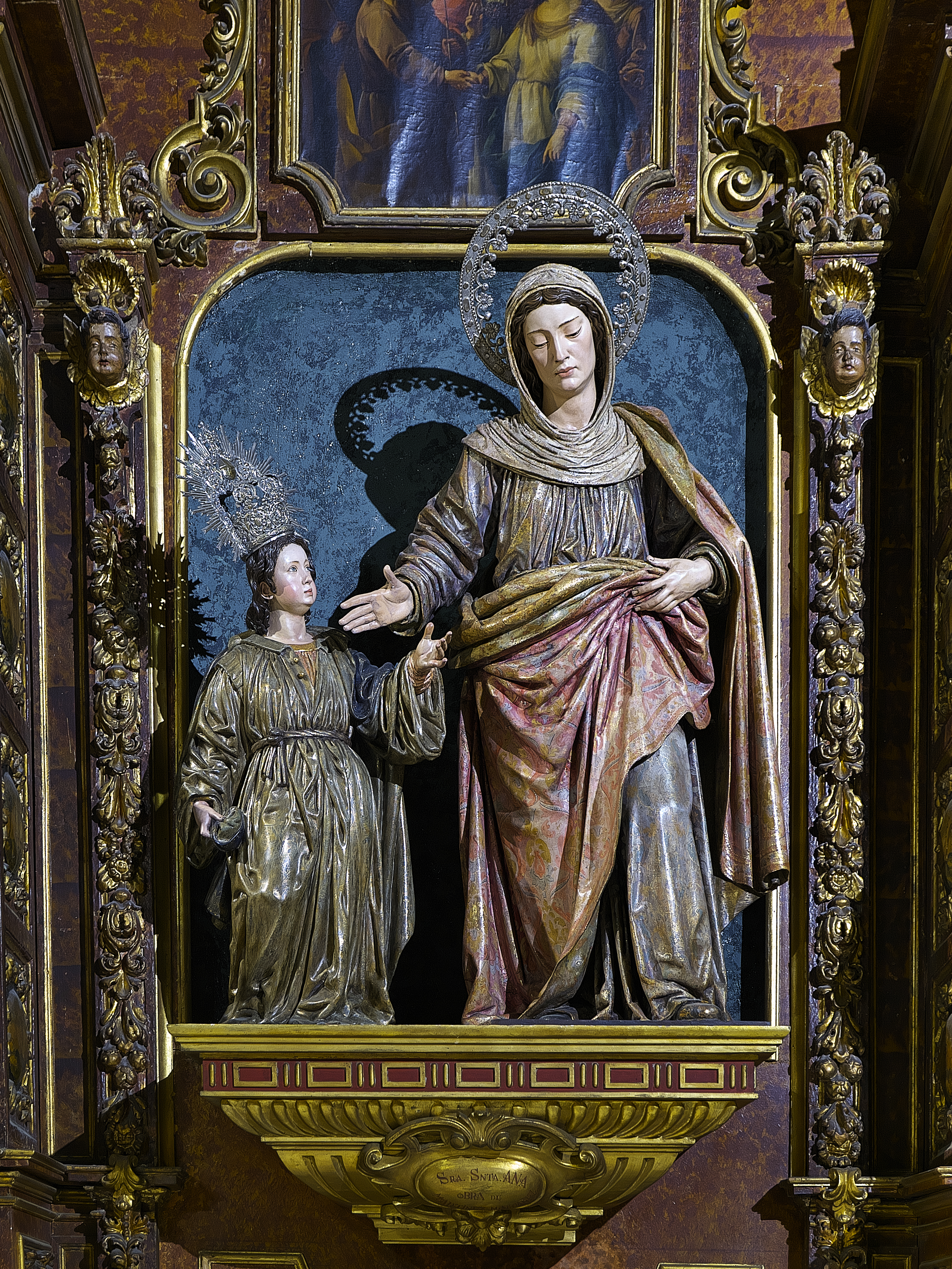
Santa Ana con la Virgen Niña. Juan Martínez Montañés

La nave de la iglesia está sostenida por veinticuatro columnas de mármol rojo de Morón de la Frontera realizadas por Pedro Roldán y su hijo, del mismo nombre.
El retablo mayor fue realizado alrededor de 1731 y se atribuye a José Fernando de Medinilla. Alberga treinta y seis lienzos realizados por Domingo Martínez. En un arco interior de la parte superior se encuentran los cuadros de: Aparición de la Virgen del Buen Suceso, Presentación de la Virgen al papa por los hermanos obregones y Entronización de la Virgen del Buen Suceso en Madrid. En el resto del retablo se encuentran cuadros con los personajes de la genealogía de Jesús que está en el Evangelio de San Mateo: Abraham, Isaac, Jacob, Judá, Farés, Esrom, Jesé, Aram, Aminadab, Naasón, Salmón, Booz, Obed, David, Salomón, Abiá, Roboam, Asaf, Josafat, Joram, Joatán, Acaz, Ezequías, Manasés, Amón, Josías, Jeconías, Salatiel, Zorobabel, Abiud, Eliakim, Azor, Sadoc, Aquim, Eliud, Eleazar, Mattán, Jacob y San José.
En el centro del retablo mayor estuvo la Virgen del Buen Suceso hasta el siglo XIX y actualmente se encuentra en paradero desconocido. Posteriormente, se colocaría una Virgen del Carmen realizada por Pedro Duque Cornejo en el siglo XVIII. Esta fue destruida en 1931. La actual Virgen del Carmen fue realizada por Rafael Barbero en 1947.. Esta imagen sale en procesión por las calles de la feligresía en el mes de noviembre, el sábado más cercano a la festividad de los Santos Carmelitas.
La decoración del interior del templo fue costeada con la ayuda de José de Villar, que encargó cinco retablos para los laterales del templo a Medinilla. Estos fueron realizados entre 1732 y 1733.
En la iglesia se encuentran dos esculturas atribuidas a Bartolomé García de Santiago de hacia 1733: San Juan Evangelista y Santa María Magdalena.
En esta iglesia se encuentran las siguientes esculturas, procedentes de la iglesia del antiguo convento de San Alberto, de los carmelitas:
- San Alberto de Sicilia. Alonso Cano. Hacia 1628-1629.[16]
- Santa Teresa de Jesús. Alonso Cano. Hacia 1628-1629.[16]
- Santa Ana con la Virgen María. Juan Martínez Montañés. Entre 1632 y 1633. La Virgen María de este conjunto fue destruida en 1931 por grupos anticlericales. Fue sustituida por una copia de Rafael Barbero.[17]